# Ригель (рельєф)
Ри́гель (від нім. Felsriegel — «скеляста поперечина») — поперечний скелястий уступ на дні льодовикової долини, що виникає на місці виходу твердих порід або при перепоглибленні долини; зумовлений посиленою дією льодовиків, які злилися в цьому місці.
Ригель — це поперечна гряда корінних порід, оголена льодовиковою ерозією. Ригелі також відомі як кам'яні смуги, пороги та веррози. Вони зустрічаються в льодовикових долинах і часто асоціюються з водоспадами та зонами порогів, коли присутні струмки. Коли кілька ригелів складено в ряд, вони називаються льодовиковими сходами.
Більшість ригелів можна ідентифікувати за гладкими поверхнями на сторонах верхньої долини, тоді як на сторонах нижньої долини є ознаки "вищипування" (ерозії внаслідок видалення каменів і блоків з основної породи).